# El Nacional (República Dominicana)
El Nacional es un diario vespertino dominicano. Ubicado en Avenida San Martín 236, Santo Domingo República Dominicana. Fundado el 11 de septiembre de 1966.

## Historia
Fundado por el doctor Rafael Molina Morillo (cuyo fundó también la revista “Ahora!”.)Dirigido por antiguo periodista Bolívar Díaz Díaz Gómez. Ha sido un medio vanguardista durante toda su historia, defensor de los Derechos Humanos Universales y de las causas justas de la sociedad dominicana. Desde su rediseño El Nacional la etapa de su línea informativa y objetividad con su firmeza editorial lo han llevado a ser desde su fundación un stand de referencia en la República Dominicana y el único diario vespertino del país. El periódico es propiedad del Holding empresarial Grupo de Comunicaciones Corripio.